# Jasna Fazlić
Jasna Fazlić, född 20 december 1970 i Foča, Jugoslavien, är en jugoslavisk-amerikansk bordtennisspelare som tog OS-brons i damdubbel i Seoul år 1988 tillsammans med Gordana Perkučin. I olympiaderna efter denna medalj har hon tävlat för USA. Hon har varit gift med bordtennisspelaren Ilija Lupulesku.